# تپه خور خور علیا
تپه خور خور علیا مربوط به پارتی است و در شهرستان بیله‌سوار، بخش قشلاق دشت، دهستان قشلاق شرقی، روستای خورخور واقع شده و این اثر در تاریخ ۱۲ شهریور ۱۳۸۶ با شمارهٔ ثبت ۱۹۴۵۰ به‌عنوان یکی از آثار ملی ایران به ثبت رسیده است.